# 奧卡拉 (夏威夷州)
奧卡拉（英語：ʻŌʻōkala）是位於美國夏威夷州夏威夷縣的一個非建制地區。該地的面積和人口皆未知。

## 地理
奧卡拉的座標為20°01′03″N 155°17′14″W / 20.01750°N 155.28722°W，而該地的平均海拔高度為137米（即449英尺）。